# Le Gesnois Bilurien
Le Gesnois Bilurien est une communauté de communes française, créée au 1er janvier 2017 et située dans le département de la Sarthe et la région Pays de la Loire.

## Historique
La communauté de communes est créée au 1er janvier 2017 par la fusion de la communauté de communes du Pays Bilurien et de la communauté de communes du Pays des Brières et du Gesnois.
Le 1er janvier 2023, Fatines quitte la communauté de communes pour rejoindre Le Mans Métropole.
Le 1er janvier 2025, les communes de Saint-Mars-de-Locquenay et de Volnay fusionnent pour constituer la commune nouvelle de Val-de-la-Hune.

## Territoire communautaire

### Géographie
Située au centre  du département de la Sarthe, la communauté de communes Le Gesnois Bilurien regroupe 22 communes et présente une superficie de 396,7 km2.

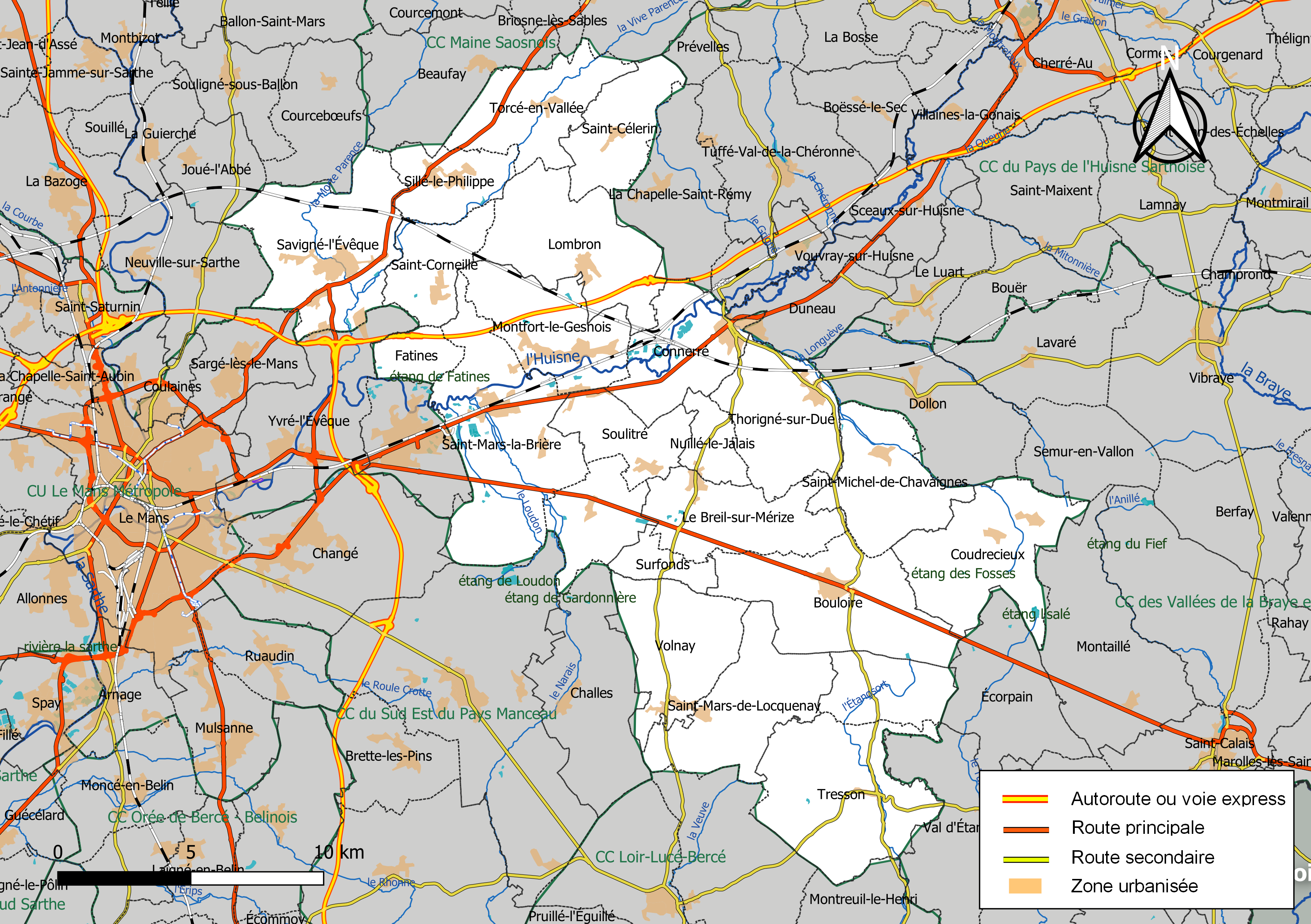
Carte de la communauté de communes Le Gesnois Bilurien au 1er janvier 2019.

### Composition
La communauté de communes est composée des 21 communes suivantes :

| Nom                         | Code Insee | Gentilé         | Superficie (km2) | Population (dernière pop. légale) | Densité (hab./km2) |
| --------------------------- | ---------- | --------------- | ---------------- | --------------------------------- | ------------------ |
| Montfort-le-Gesnois (siège) | 72241      | Montgénois      | 18,74            | 2 928 (2022)                      | 156                |
| Ardenay-sur-Mérize          | 72007      | Ardenaisiens    | 11,67            | 499 (2022)                        | 43                 |
| Bouloire                    | 72042      | Biluriens       | 26,77            | 2 121 (2022)                      | 79                 |
| Le Breil-sur-Mérize         | 72046      | Breillois       | 18,35            | 1 562 (2022)                      | 85                 |
| Connerré                    | 72090      | Connerréens     | 16,6             | 2 838 (2022)                      | 171                |
| Coudrecieux                 | 72094      | Coudrecelestins | 24,27            | 638 (2022)                        | 26                 |
| Lombron                     | 72165      | Lombronnais     | 24,11            | 1 937 (2022)                      | 80                 |
| Maisoncelles                | 72178      | Maisoncelles    | 11,1             | 197 (2022)                        | 18                 |
| Nuillé-le-Jalais            | 72224      | Jalaisiens      | 5,82             | 529 (2022)                        | 91                 |
| Saint-Célerin               | 72271      | Gérois          | 13,47            | 881 (2022)                        | 65                 |
| Saint-Corneille             | 72275      | Cornéliens      | 11,16            | 1 517 (2022)                      | 136                |
| Saint-Mars-la-Brière        | 72300      | Brierois        | 34,69            | 2 712 (2022)                      | 78                 |
| Saint-Michel-de-Chavaignes  | 72303      | Chavaignais     | 18,37            | 740 (2022)                        | 40                 |
| Savigné-l'Évêque            | 72329      | Savignéens      | 28,48            | 4 042 (2022)                      | 142                |
| Sillé-le-Philippe           | 72335      | Silléens        | 10,6             | 1 080 (2022)                      | 102                |
| Soulitré                    | 72341      | Solutréens      | 10,99            | 604 (2022)                        | 55                 |
| Surfonds                    | 72345      | Surfondais      | 4,85             | 339 (2022)                        | 70                 |
| Thorigné-sur-Dué            | 72358      | Thorignéens     | 18,99            | 1 653 (2022)                      | 87                 |
| Torcé-en-Vallée             | 72359      | Torcéens        | 16,86            | 1 412 (2022)                      | 84                 |
| Tresson                     | 72361      | Tressonnais     | 29,22            | 510 (2022)                        | 17                 |
| Val-de-la-Hune              | 72382      |                 | 41,62            | 1 526 (2022)                      | 37                 |

### Démographie
| 1968   | 1975   | 1982   | 1990   | 1999   | 2009   | 2014   | 2020   |
| ------ | ------ | ------ | ------ | ------ | ------ | ------ | ------ |
| 20 744 | 20 807 | 22 530 | 24 153 | 25 440 | 29 143 | 29 867 | 30 258 |

## Administration

### Siège
Le siège de la communauté de communes est situé à Montfort-le-Gesnois.

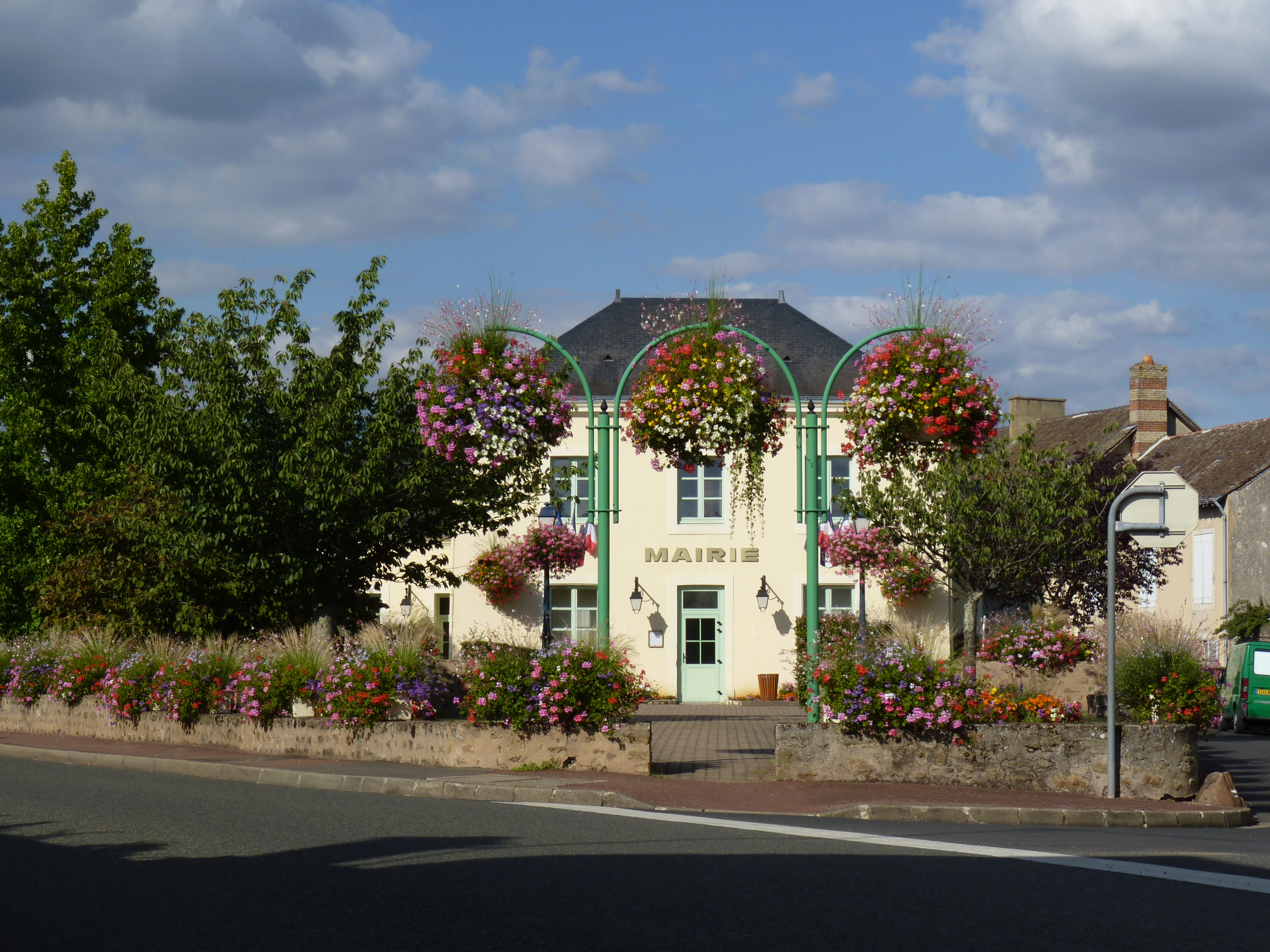
Mairie de Montfort-le-Gesnois, siège de la communauté de communes.

### Présidence
| Période      | Période      | Identité           | Étiquette | Qualité                                                             |
| ------------ | ------------ | ------------------ | --------- | ------------------------------------------------------------------- |
| janvier 2017 | juillet 2020 | Christophe Chaudun | PS        | Maire de Connerré (2008-2020), conseiller départemental (2011-2020) |
| juillet 2020 | En cours     | André Pigné        | SE        | Maire d'Ardenay-sur-Mérize                                          |

### Régime fiscal et budget
Le régime fiscal de la communauté d'agglomération est la fiscalité professionnelle unique (FPU).